# Cratere Valier
Valier è un cratere lunare intitolato all'astronomo e pioniere della missilistica bolzanino Max Valier. Si trova sulla faccia lontana del satellite.
È pressoché attaccato al bordo ovest del cratere Tiselius. A nord-nordovest si trova il più grande cratere Sharonov; a sudsudovest c'è il cratere Coriolis; ad ovest infine il cratere Dufay.

## Crateri correlati
Alcuni crateri minori situati in prossimità di Valier sono convenzionalmente identificati, sulle mappe lunari, attraverso una lettera associata al nome.
| Valier | Latitude | Longitude | Diameter |
| ------ | -------- | --------- | -------- |
| J      | 6,19° N  | 174,86° E | 28,38 km |
| P      | 4,79° N  | 173,5° E  | 6,78 km  |